# Fynbos
Le fynbos ou finbos est une formation végétale naturelle caractéristique du sud de l'Afrique du Sud (province du Cap-Occidental), limité à une mince zone côtière et montagneuse au climat méditerranéen. Les caractéristiques uniques au monde de cette région l'ont fait choisir par le projet « Global 200 » du Fonds mondial pour la nature (WWF) par regroupement de deux écorégions terrestres : le fynbos et renosterveld de basses terres et le fynbos et renosterveld d'altitude.

## Étymologie
En afrikaans, fynbos signifie « buisson fin » ou « bush ». Aujourd'hui cette appellation est un nom vernaculaire pour désigner le macchia ou maquis. Le terme fynbos reste néanmoins majoritairement utilisé dans le langage courant.

## Caractéristiques

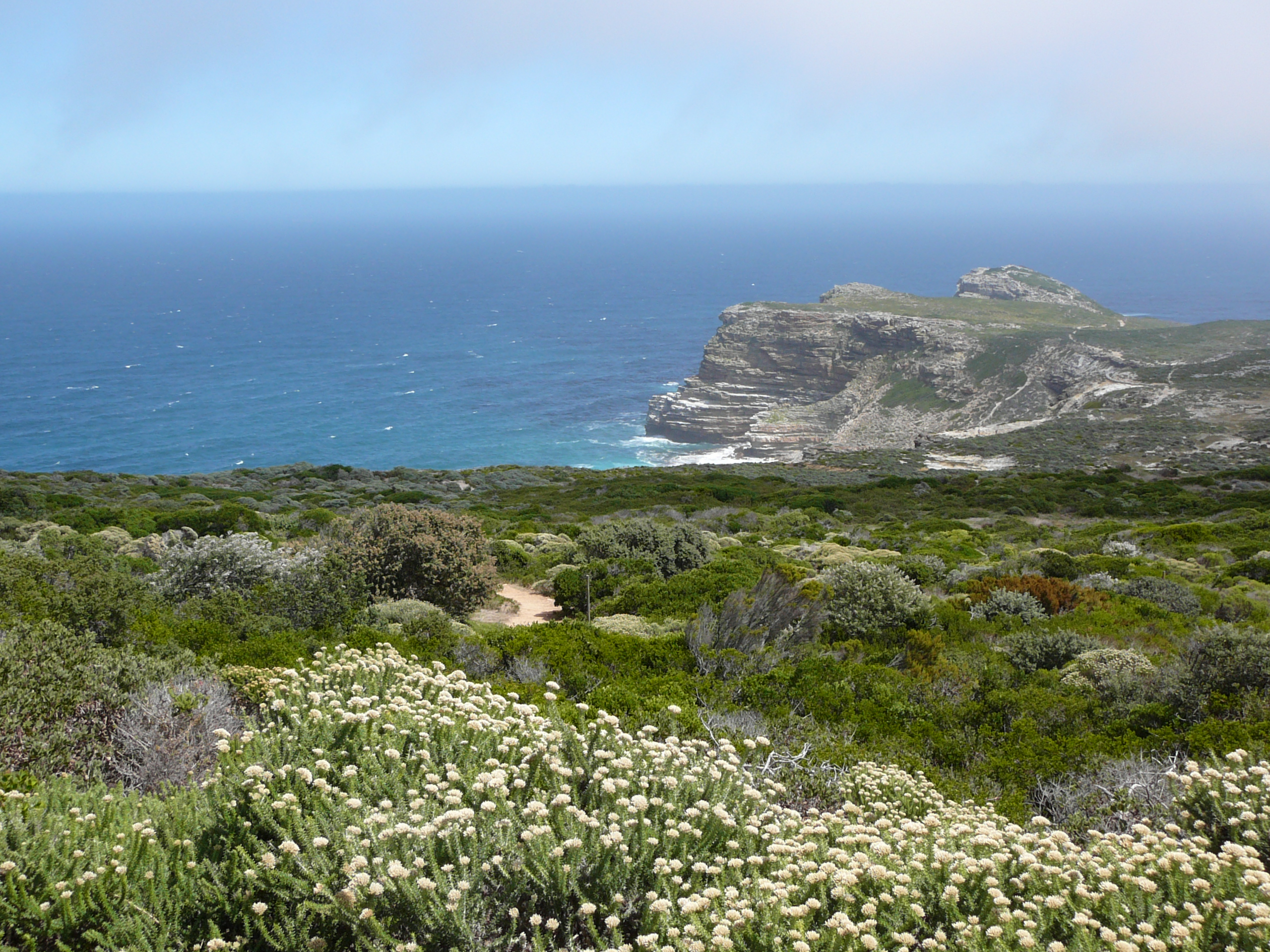
Fynbos côtiers. En arrière-plan, le cap de Bonne-Espérance.

Les fynbos sont situés dans une zone de climat méditerranéen, relativement pluvieux durant l'hiver austral, chaud et sec entre le printemps et l'automne. Les sols des fynbos sont généralement pauvres en matières organiques. Leur composition varie selon les régions. Argileux ou sablonneux, ils sont le plus souvent acides. Il est possible de distinguer deux types de fynbos dont la végétation n'est pas spécialement différente, ce sont surtout les températures qui les différencient. En montagne, le climat est plus froid et des chutes de neige ne sont pas rares en haute altitude. Le long de la zone côtière, les températures peuvent atteindre 40 °C et les embruns marins sont fréquents, en plus de vents parfois très forts.
Le feu est une occasion de renouvellement et d'enrichissement pour le fynbos. En février 2006, un feu sauvage fit rage durant une semaine dans la province du Cap et brûla de vastes étendues de fynbos ; sur une seule réserve naturelle privée, environ 70 nouvelles espèces de plantes furent dénombrées dans les mois qui suivirent.

## Faune et flore

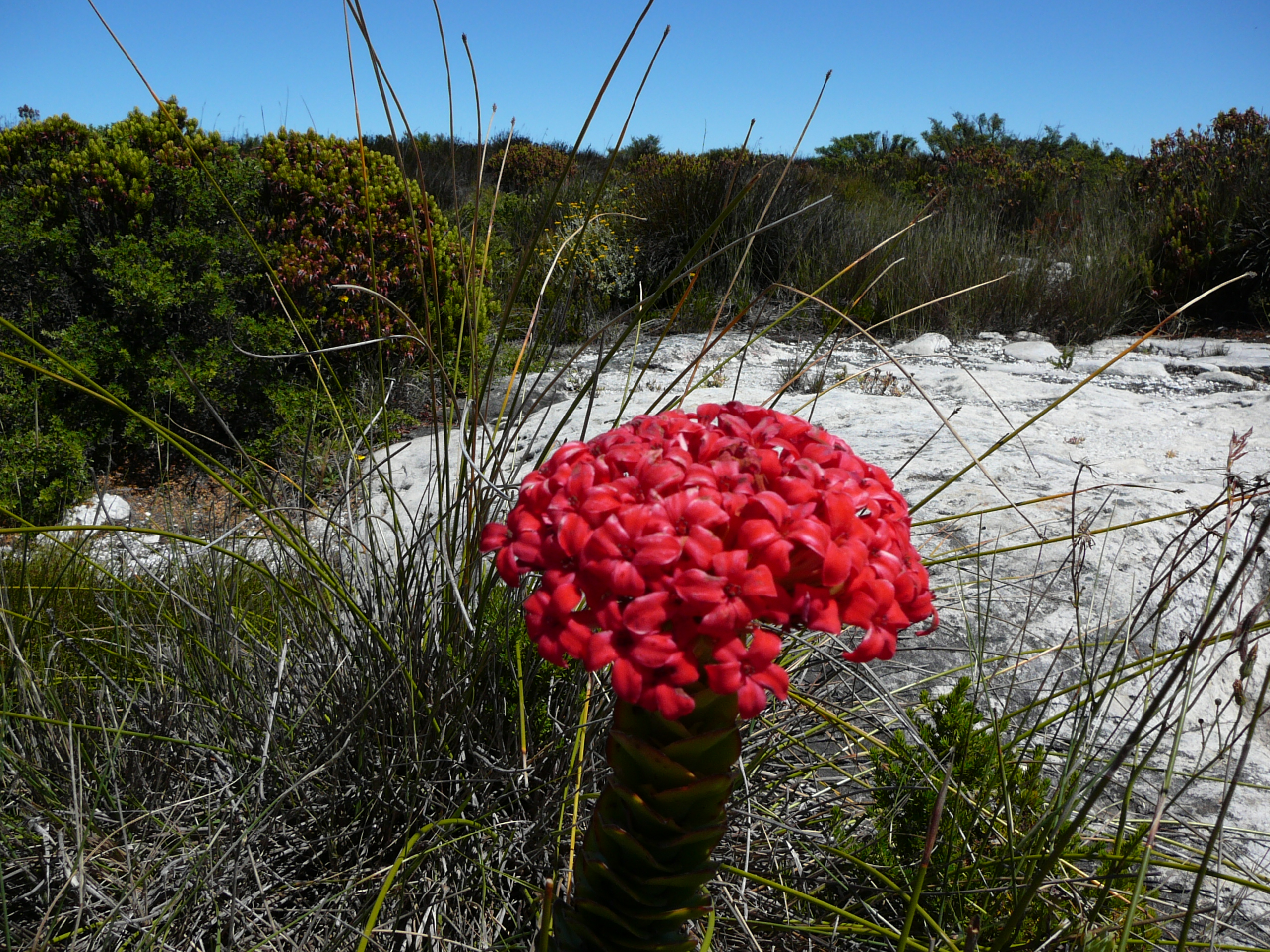
Crassula coccinea au sommet de la Table Mountain entourée de paysage de fynbos.

Les fynbos connaissent donc un climat capricieux et parfois hostile. Malgré tout, ils possèdent une biodiversité importante. Composant majeur de la végétation dans le royaume floral du Cap ou région floristique du Cap, les Proteaceae, Restionaceae et Ericaceae sont les familles les mieux représentées. Une grande diversité de plantes bulbeuses, de géraniums, de composées et de succulentes (Aloès, Euphorbes, Crassulacées, Aizoacées...) existent également. Ce type de végétation présente plusieurs milliers de plantes endémiques. La faune est moins exubérante que la flore, mais présente un certain nombre d'espèces. Les mammifères sont représentés notamment par des rongeurs, insectivores, mangoustes, babouins, félins, damans. Les grands mammifères sont plus rares, quelques antilopes surtout, bien qu'autrefois les éléphants, girafes, ou encore lions fréquentaient ces régions jusqu'au Cap. Le grand mammifère le plus emblématique est certainement le Zèbre de montagne du Cap, animal très menacé. On trouve un grand nombre d'oiseaux, de groupes divers. Les plus typiques restent les Souïmangas et les Promerops, ces derniers étant endémiques à la zone. Il y a également une grande variété de reptiles et d'insectes, dont certains sont aussi endémique de la zone, le papillon Agrionympha capensis.

## Conservation et menaces

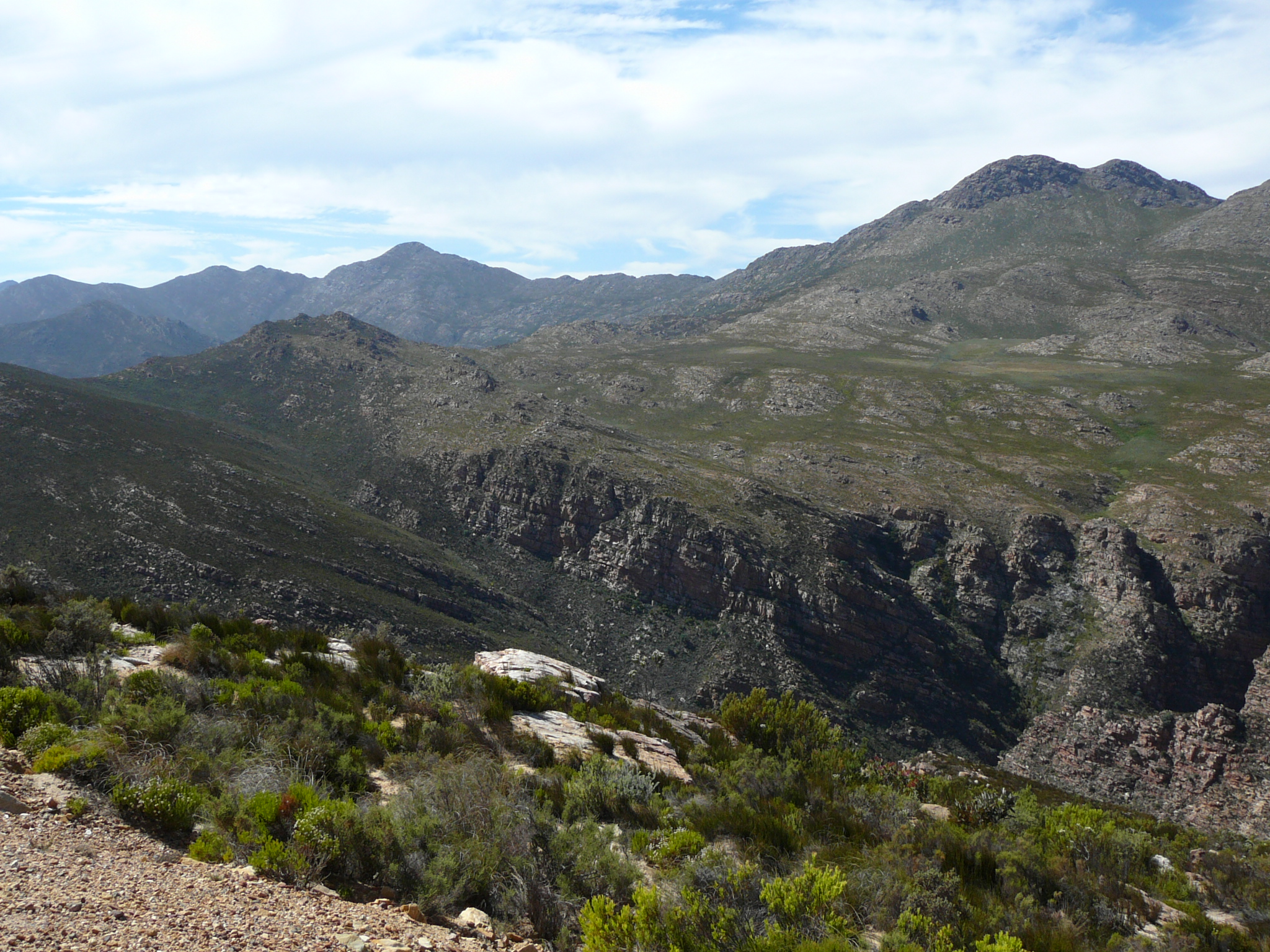
Paysages de fynbos de montagne dans le Swartberg.

Étant donné leur climat capricieux et leur faible apport économique en l'état, une grande partie des fynbos ont été détruits soit pour le développement agricole, soit pour le développement urbain, notamment en périphérie du Cap. Une autre menace vient de l'introduction d'espèces étrangères comme le mimosa, l'eucalyptus, ou certains conifères, qui concurrencent les plantes indigènes surtout au niveau des réserves en eau. Un programme sud-africain de déboisement a été lancé pour éliminer ces plantes et donc protéger les espèces indigènes. Avec plusieurs centaines d'espèces, de genres et de familles endémiques, cette zone nécessite une protection très sévère.
Les parcs offrant des paysages typiques de fynbos sont le parc national de la Montagne de la Table. Il se divise en plusieurs zones dont celle de la montagne de la Table, celle du cap de Bonne-Espérance et le jardin botanique national de Kirstenbosch, lequel s'emploie à présenter le plus possible de plantes de la région. La végétation de fynbos côtiers et de montagne y est très riche. La réserve naturelle De Hoop (en), quant à elle, contient notamment des fynbos côtiers, poussant en partie sur des dunes de sable, ainsi qu'une grande variété de Restios et de Proteas. Plusieurs autres milieux naturels sont aussi représentés. La réserve naturelle du Swartberg propose des fynbos des montagnes du Swartberg, bruyères et proteas notamment. Les pics sont escarpés et la température peut tomber en dessous de 0 °C. Enfin, les « aires protégées de la Région florale du Cap », en Afrique du Sud, rassemblent huit aires couvrant 553 000 hectares. Il s’agit de l’une des zones les plus riches de la planète sur le plan végétal (8 996 espèces de plantes dont 70 % sont endémiques). Ces aires sont inscrites sur la liste du patrimoine mondial de l’UNESCO depuis 2004.

## Sources
- (en) R. Cowling et D. Richardson, Fynbos, South Africa's unique floral kingdom, Le Cap, Fernwood Press, 1995.